# Ворт (Мисури)
Ворт (енгл. Worth) град је у америчкој савезној држави Мисури.

## Демографија
По попису из 2010. године број становника је 63, што је 31 (-33,0%) становника мање него 2000. године.
| Група             | 2000.      | 2010.      |
| Белци             | 93 (98,9%) | 54 (85,7%) |
| Афроамериканци    | 0 (0,0%)   | 5 (7,9%)   |
| Азијати           | 0 (0,0%)   | 0 (0,0%)   |
| Хиспаноамериканци | 0 (0,0%)   | 0 (0,0%)   |
| Укупно            | 94         | 63         |